# オンドジェイ・マフチャ
オンドジェイ・マフチャ（Ondřej Machuča 、1996年4月24日 - ）は、チェコ・ヴェルケー・ヘラルティツェ出身のサッカー選手。セレヂ所属。ポジションは、ミッドフィールダー。

## 経歴
2019年8月28日、バニーク・ソコロフと契約を結んだ。